# 教頭
教頭（きょうとう、米: vice-principal、英: deputy head teacher）とは、校長・園長（および副校長・副園長）を助け、校務・園務を整理し、必要に応じ幼児の保育、または児童・生徒の教育をつかさどる学校職員のことである。

## 概要
校長・園長（および副校長・副園長）を助け、校務・園務を整理し、および必要に応じ幼児の保育、または児童・生徒の教育をつかさどる学校職員のことである（学校教育法第27条・第37条・第49条・第62条・第70条・第82条）。なお、専修学校（専門学校）はもとより、大学などの高等教育機関においては設置について言及されていない。
なお、幼児の保育、または児童・生徒の教育をつかさどるには、保育・教育をつかさどる幼児・児童・生徒の発達段階・学習段階に応じた教員の免許状を有していなければ、教育および保育はつかさどることができないと考えられる。
教頭は、校長・園長（および副校長・副園長）に事故があるときはその職務を代理し、校長・園長（および副校長・副園長）が欠けたときはその職務を行う。この場合において教頭が2人以上あるときは、あらかじめ校長・園長が定めた順序で、その職務を代理し、または行う。
教頭になるには、校長と同様に一定年数以上の教育経験が必要だが、主任や主事などの経験もしなければならない都道府県・市町村もある。また教頭試験（管理職登用選考）に合格する必要がある。

また、教頭を教員の一種とする考え方もあるが、必ずしも教員免許状を必要としない。法制度上通常は別の概念であるとされる。教員免許更新も基本的に不要である。
しかし、教頭試験を受験するための資格として、教員免許を有し実務経験5年、あるいは教員免許の有無に関わらず実務経験10年となっており、教員免許を持たず実務経験を経ることが少ないため、実際はほとんどの教頭が教員免許を有していることになる。
教員免許を持たない教員として
・実習助手
（専門の高校を卒業していればなることができる）
・特に工業や商業、医療など教科に関する職に一定年数の実務経験がある者
（特別選考として教員免許を持たずに教員採用試験を受験できる）
などがある。
また、行政職である学校事務職員・学校栄養職員も一定年数の経験があれば教頭になる資格が得られる。
副校長の制度が学校教育法に定められるまで、地方公共団体によっては副校長と称されることもあった。しかし、厳密には副校長の下に置かれていることから、副校長とは全くの別の立場といえる。校長・副校長が学校の管理者ならば教頭は「教員の頭＝責任者（チーフ）」と表現するほうがわかりやすい。

## 設置

### 幼稚園（広義的には認定こども園を含む）
- 幼稚園（広義的には認定こども園を含む）には、教頭を置かなければならない。
- ただし、副園長を置くときやその他特別の事情のあるときは、教頭を置かないことができる。

### 小学校・中学校
- 小学校・中学校には、教頭を置かなければならない。
- ただし、副校長を置くときやその他特別の事情のあるときは、教頭を置かないことができる。

### 高等学校
- 高等学校には、教頭を置かなければならない。
- ただし、副校長を置くときは、教頭を置かないことができる。
- 全日制の課程、定時制の課程又は通信制の課程のうち2以上の課程を置くときは、それぞれの課程に関する校務を分担して整理する教頭を置かなければならない。
- ただし、命を受けて当該課程に関する校務をつかさどる副校長が置かれる一の課程については、この限りでない。

### 義務教育学校・中等教育学校・特別支援学校
- 義務教育学校・中等教育学校・特別支援学校には、教頭を置かなければならない。
- ただし、副校長を置くときは、教頭を置かないことができる。

## 備考
教頭は、校長や主幹教諭と同様に、改正教育職員免許法に基づく「教員免許更新制」の対象外とされ、校長や主幹教諭などと同様に免許更新講習を受ける必要は基本的にない。
3年B組金八先生第7シリーズ第7話にて校長の千田喜朗（木場勝己）が病気療養中、教頭の国井美代子（茅島成美）が校長代理を任され、管理職試験に合格した北尚明（金田明夫）が教頭代理を引き受けさせられたという設定になっているが、実際には主幹教諭が「教頭代理」を任されることはあり得ない。
教頭を2名置いている学校もあり、その場合、教頭の経験年数が少ない方を「副教頭」と通称していることもある。

大学には教頭という役職はないが、学部長が小中高における教頭と同じ役割を果たしている。